# Carl-G. Cederberg
Carl-Gustaf Valdemar Cederberg, född 20 juni 1923 i Motala, död 6 mars 2014, var en svensk förlagsredaktör.
Cederberg, som var son till godsförvaltare Gustaf Cederberg och Karin Pettersson, studerade vid Motala högre allmänna läroverk 1937–1941, Han innehade olika anställningar i Sverige och utlandet 1942–1950, blev kriminal- och socialreporter på Aftonposten i Göteborg 1950, presschef vid Broströmskoncernen 1956, chefredaktör för Bildjournalen 1958 och var förlagsredaktör vid Specialtidningsförlagets AB i Stockholm från 1965.